# Geum pentapetalum
Geum pentapetalum là loài thực vật có hoa trong họ Hoa hồng. Loài này được (L.) Makino mô tả khoa học đầu tiên năm 1910.

## Hình ảnh

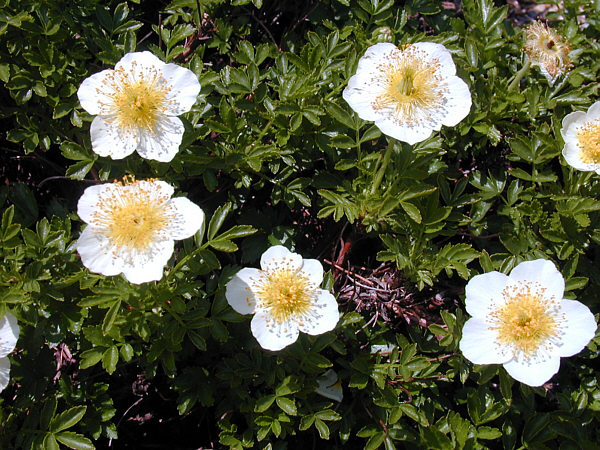
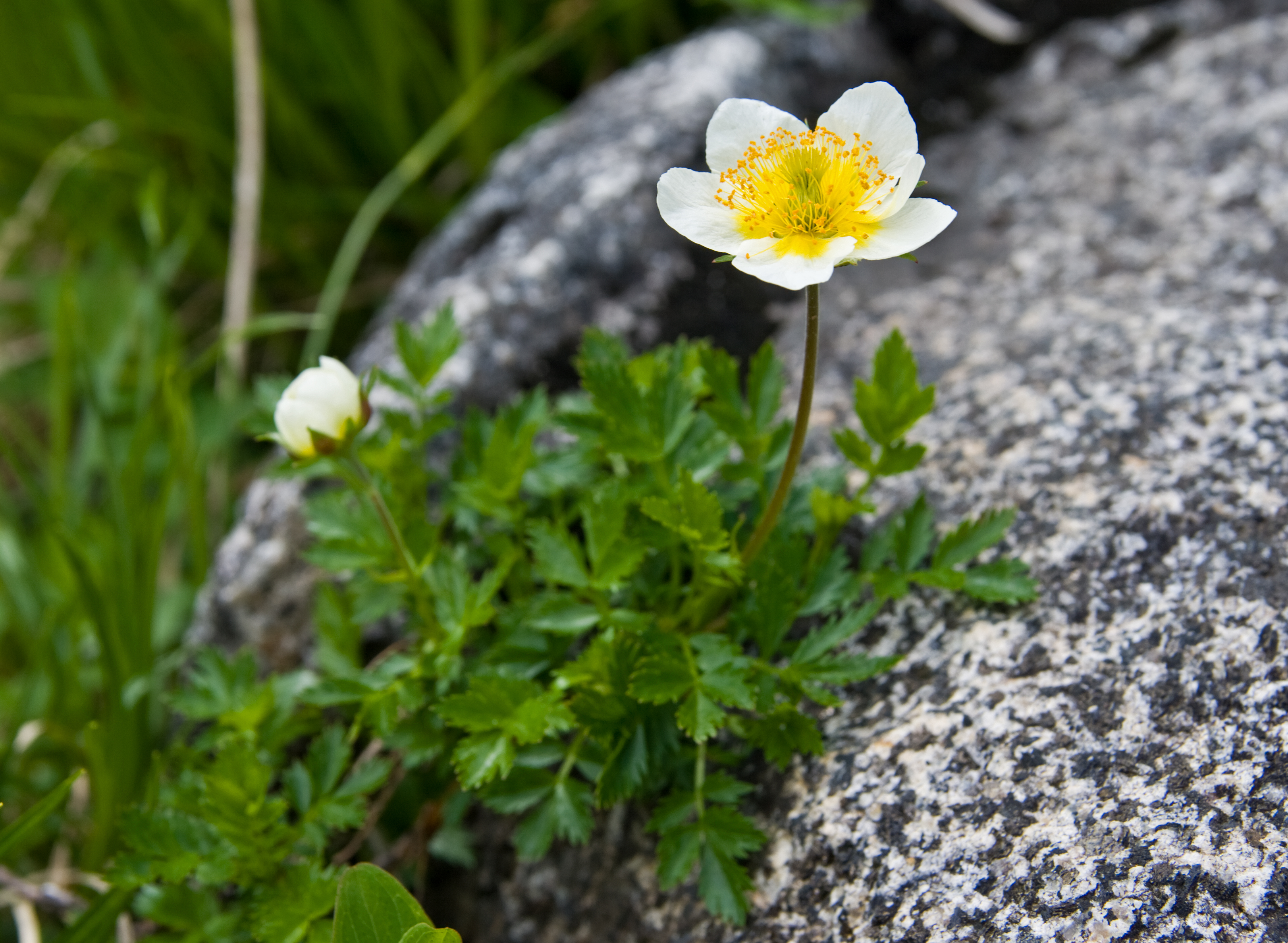
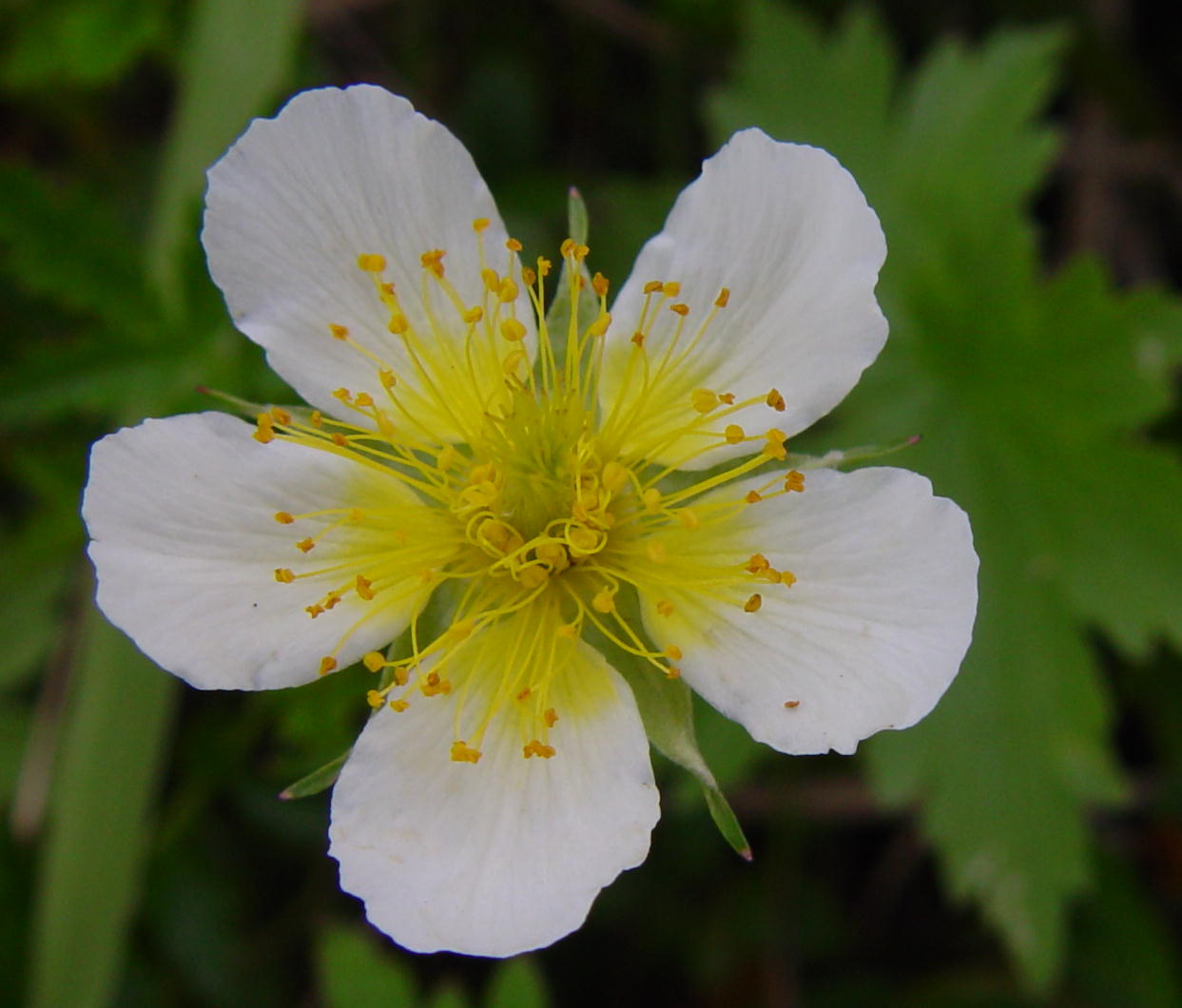
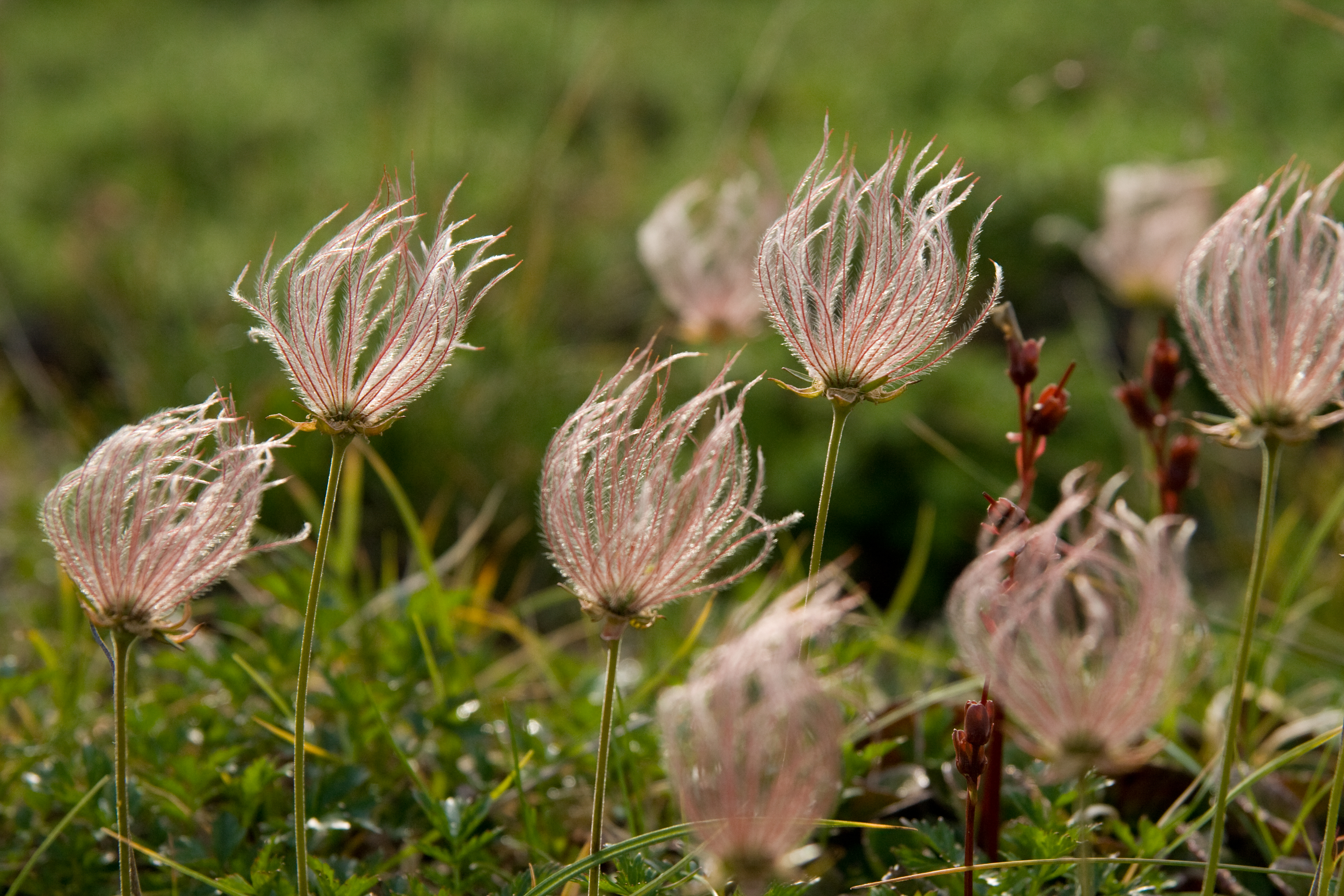